# Бернхард V фон Регенщайн-Бланкенбург
Бернхард V (IV) фон Регенщайн-Бланкенбург (на немски: Bernhard V (IV) von Regenstein-Blankenburg; * пр. 1422; † ок. 12 май 1458 или 25 януари 1459) е граф на Регенщайн и Бланкенбург в Харц.

## Произход
Той е син на граф Бернард IV (I) фон Регенщайн-Бланкенбург († 1422/1423) и съпругата му Агнес фон Шварцбург († 1435), вдовица на граф Лудвиг XI фон Ринек († 1408), дъщеря на граф Хайнрих XV фон Шварцбург-Лойтенберг († 1402) и Анна фон Ройс-Плауен († 1412). Брат е на бездетния Улрих (VIII) фон Регенщайн († 1489), граф на Регенщайн, господар на Бланкенбург.
През 15 век графската фамилия фон Регенщайн се мести от замък Регенщайн при Бланкенбург в дворец Бланкенбург.
Бернхард V фон Регенщайн-Бланкенбург умира ок. 12 май 1458/25 януари 1459 г. и е погребан в Бланкенбург. Последният мъжки представител на благородническия род, граф Йохан Ернст фон Регенщайн, умира през 1599 г. Части от графството стават Графство Бланкенбург.

## Фамилия
Бернхард V фон Регенщайн-Бланкенбург се жени 1441/1444 г. за Елизабет фон Мансфелд († 1474), дъщеря на граф Гебхард V фон Мансфелд († 1433/1438) и Урсула фон Шварцбург-Вахсенбург († 1461). Те имат децата:
- Улрих VIII (IV/XV) Млади († 6 юли 1524), граф на Регенщайн-Бланкенбург, женен 1489 г. за Анна/Агнес фон Хонщайн-Фирраден († 1539)
- Катарина/Хедвиг фон Регенщайн-Бланкенбург († сл. 1462/пр. 1490), омъжена за Готшалк фон Плесе († 2 ноември 1483)
- дъщеря, омъжена за граф Албрехт III фон Хинденбург-Плате († 1486)
- Гебхард фон Регенщайн-Бланкенбург († сл. 1462)
- Гертруд фон Регенщайн-Бланкенбург († 1 май 1531), приорес в Гандерсхайм (1486), абатиса на Гандерсхайм (1507 – 1531)
- ? Барбара (1) фон Регенщайн-Бланкенбург (* пр. 1501; † 1529), омъжена за бургграф Георг I фон Кирхберг († 5 юни 1519)

Той има и една незаконна дъщеря:
- Агнес фон Регенщайн-Бланкенбург († 1490), омъжена 1461 г. за граф Ервин V фон Глайхен-Бланкенхайн-Алтернберга († 12 февруари 1497)